# Papilio demodocus
Papilio demodocus, auch bekannt unter der englischen Bezeichnung Citrus Swallowtail („Zitrusschwalbenschwanz“), ist ein Schmetterling aus der Familie der Ritterfalter (Papilionidae).

## Merkmale
Die Falter erreichen eine Flügelspannweite von 90 bis 110 Millimetern. Die Vorderflügel sind schwarz und sind um dem Körper stark mit weißen Schuppen bestäubt. In der Submarginalregion befindet sich vom Apex bis zum Innenrand, eine Reihe weißer Flecken. Daneben, von Apex aus, verläuft eine weitere Reihe, wesentlich größerer, weißer Flecken durch die Postdiskalregion zur Diskalregion und schließlich zum Innenrand. Diese verschmilzt ab der Diskalregion zu einer Binde. Auf dem Rest des Flügels sind wenige, weiße und unterschiedlich große Flecken verteilt. Die Hinterflügel sind ebenfalls schwarz. Der gewellte Außenrand hat keinen Schwanzfortsatz. Zwischen Submarginal- und Postdiskalregion befinden sich sechs breite, weiße Mondflecken. Die Binde läuft hier in der Diskalregion weiter und wird Richtung Innenrand stetig dünner. Diese Binde schließt am Innenrand ein schwarzes Auge ein, welches im Zentrum blau und braun ist. Ein weiteres Auge befindet sich im Analwinkel. Dieses ist schwarz, rot und blau. Die Hinterflügel sind bis auf die Submarginalregion stark mit weißen Schuppen bestäubt.
Die Unterseite der Vorderflügel ist dunkelbraun, entspricht aber sonst in Form und Gestaltung der Oberseite. Einzige Ausnahme bilden die Schuppen, die nun nicht mehr vorhanden sind, welche auf der Unterseite durch vier weiße Längsstriche ersetzt werden, die Richtung Körper zusammenschmelzen. Die Unterseite der Hinterflügel ist ebenfalls dunkelbraun und ist der Oberseite sehr ähnlich. An den sechs Mondflecken befindet sich nun noch eine weitere gelb-blaue Reihe mit Flecken. In der Mitte der Diskalregion befindet sich an der Binde ein gelb-blauer Sichelmondfleck. In der Basalregion befinden sich nun mehrere, weiße Streifen.
Es gibt im Flügelmuster keine Geschlechtsunterschiede, beide haben die gleichen Flügelzeichnungen und denselben Körper, welcher auf der schwarz ist und auf der Unterseite weiße Streifen hat.

### Ähnliche Arten
- Papilio demoleus
- Papilio erithonioides
- Papilio grosesmithi

## Lebensweise

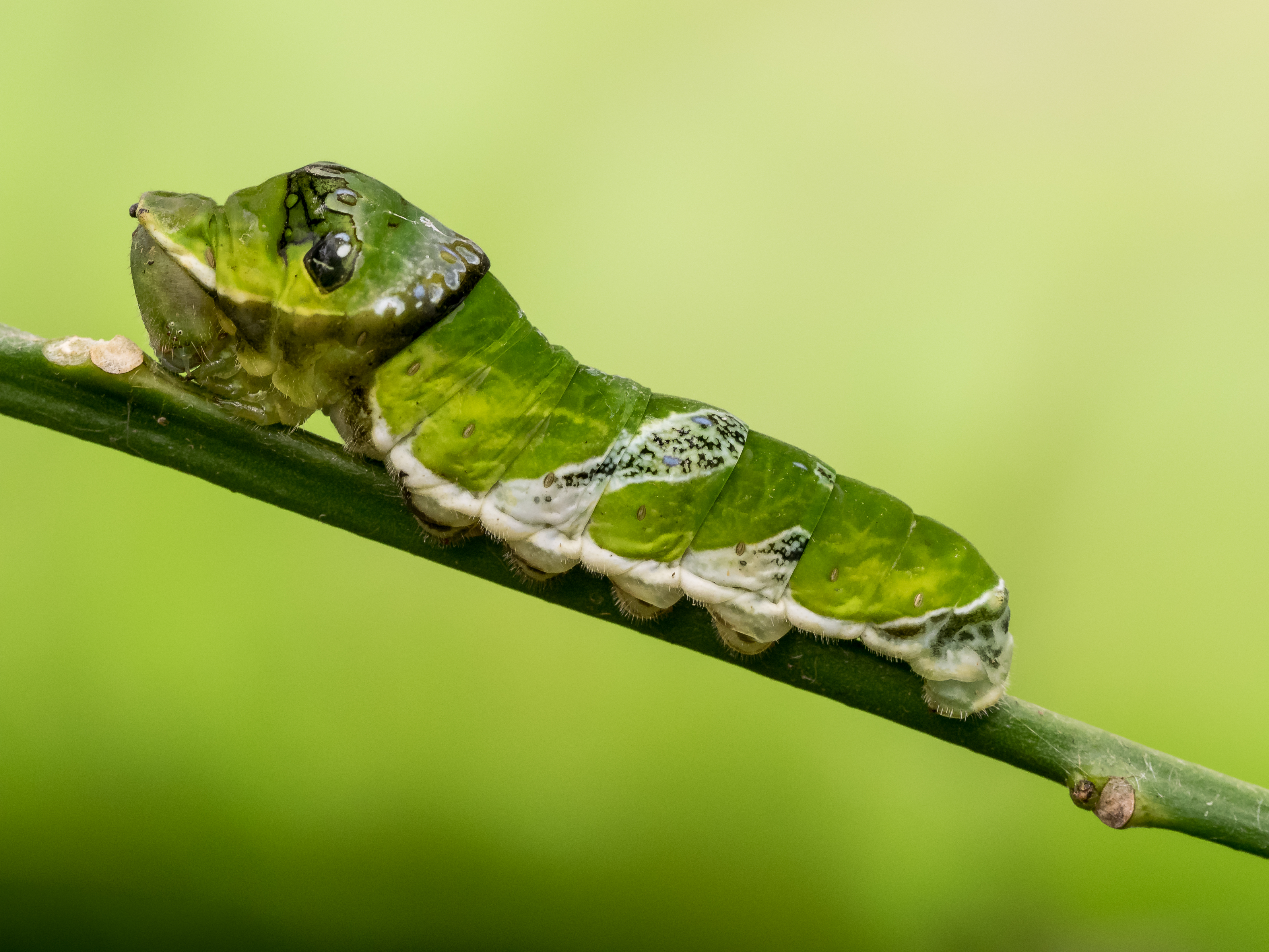
Raupe

Es werden drei Generationen im Jahr gebildet. Die Eier werden einzeln auf Blätter von Zitruspflanzen und Rautengewächsen (Rutaceae), in Südafrika auch auf Doldenblütler (Apiaceae) gelegt. Gelegentlich werden die Eier auch noch auf anderen Pflanzen abgelegt. Allerdings entwickeln sich die Raupen nicht regulär. Nach sechs Tagen schlüpfen aus den Eiern Larven. Diese sind schwarz mit gelb bzw. weißen Flecken. Bei einer Größe von 10 bis 15 mm entwickeln sie sich zu grünen Raupen, mit weiß bzw. pinkfarbenen Flecken. Diese besitzen ein Band mit vorgetäuschten Augen und wachsen, nach ca. einem Monat bis auf eine Größe von 45 mm. Anschließend verpuppen sie sich. Nach zwei bis drei Wochen schlüpft der Falter. In Regionen mit ausgeprägten Jahreszeiten hält die Puppe eine Winterruhe.

## Verbreitung
Sein Verbreitungsgebiet liegt in der afrotropischen Faunenregion; es reicht vom Senegal über Somalia und Saudi-Arabien, Jemen bis Oman und südwärts bis Südafrika. Die Vorkommen in Mauritius, Réunion und den Komoren gehen auf Einwanderungen in jüngster Zeit zurück oder auf anthropogene Verschleppung.

## Schadwirkung
Die Raupen ernähren sich in anthropogenen Lebensräumen fast ausschließlich von Zitruspflanzen, was oft zu Fraßschäden, vor allem an Setzlingen führen kann.

## Systematik
Die Art wird derzeit in zwei Unterarten unterteilt:
- Papilio demodocus demodocus Esper, 1798
- Papilio demodocus bennetti Dixon, 1898 (Insel Sokotra). Sie wurde früher als eigenständige Art aufgefasst.